# Грейсі Джиллем
Грейсі Джиллем (англ. Gracie Gillam, при народженні Грейс Вікторія Фіппс (англ. Grace Victoria Phipps); нар. 4 травня 1992) — американська акторка, співачка і танцівниця. Вона добре відома завдяки головній ролі у фільмах Disney Channel «Teen Beach Movie» і «Teen Beach 2». До 2018 року в титрах зазначалася як Грейс Фіппс, потім — як Грейсі Джиллем.

## Раннє життя
Народилася в Остіні, штат Техас, у родині Кейт і Гіла Фіппсів. У неї є молодший брат, на ім'я Ліам.
Виросла в техаських містах Берні і Сан-Антоніо. Закінчила Північно-Східну школу мистецтв середньої школи Роберта Е. Лі, де отримала спеціалізацію в музичному театрі та здобула диплом з відзнакою. Студентка Колумбійського університету.
У 2010 році виграла стипендіальний конкурс виконавських мистецтв Лас-Касас. Агент із Лос-Анджелеса підписав контракт із Джиллем після того, як побачив її в головній ролі Ріццо в театральній постановці мюзиклу «Бріолін».

## Кар'єра
Після закінчення середньої школи 2010 року переїхала до Лос-Анджелеса, щоб продовжити акторську кар’єру. Після семи днів у Лос-Анджелесі вона отримала головну роль в головному фільмі DreamWorks 2011 року, ремейку комедійного фільму жахів 1985 року «Ніч страху». Того ж року вона також зіграла постійну роль Емі в фантастичному драматичному серіалі ABC Family «Дев'ять життів Хлої Кінг». Серіал був скасований через один сезон.
У 2012–2013 роках була обраний на роль Ейпріл Янг, повторюваного персонажа в надприродній драмі The CW «Щоденники вампіра» [12] [13] і з’явилася в 10 епізодах четвертого сезону.
2013 року з'явилася в ролі байкерші Лейли у фільмі «Літо. пляж. Кіно», оригінальному фільмі Disney Channel, де інші головні ролі зіграли Россом Лінчем та Майєю Мітчелл. Фільм переглянули 13,5 мільйона глядачів, таким чином він став другим за рейтингом кабельним фільмом в історії телебачення. Джиллем виконала кілька пісень у фільмі, у тому числі сольний номер Falling for Ya. Згодом вона знялася у фільмі-продовженні «Літо. пляж. Кіно 2», яким став телефільмом 2015 року, що найбільш переглядається. У тому ж 2015 році Грейс знялася разом із Роненом Рубінштейном у головних ролях у слешері «Щось на кшталт ненависті» та у трилері «Неупокійна».
З 2017 по 2018 рік виконувала роль сержанта Ліллі у четвертому та п'ятому сезонах серіалу The Asylum «Нація Z».

## Особисте життя
У листопаді 2017 року почала зустрічатися з актором і колегою по серіалу «Нація Z» Натом Зангом. У січні 2022 року Гіллам оголосила про їхні заручини. Вони одружилися в травні 2023 року в Арізоні.

## Основна фільмографія
- 2011: «Нічка жахів (фільм, 2011)» — Бджола
- 2011: «Дев'ять життів Хлої Кінг» (телесеріал) — Емі Тіффані Мартін (головна роль)
- 2012-2013: «Щоденники вампіра (телесеріал)» (телесеріал) — Ейпріл Янг (повторювана роль)
- 2013: «Teen Beach Movie» (телефільм) — Лела
- 2013: «Надприродне» (телесеріал) — Гейл (епізод «Я думаю, мені тут сподобається»)
- 2014: «Остін і Еллі» (телесеріал) — Бренді Брекстон (епізод «Режисери та діви»)
- 2013-2015: «Татко» (телесеріал) — Меган (повторювана роль)
- 2015: «Гаваї 5.0» (телесеріал) — Еріка Янг (епізод: «Wawahi moeʻuhane (Broken Dreams)»)
- 2015: «C.S.I.: Кіберпростір» (телесеріал) — Ванесса Гіллерман (епізод: «Селфі 2.0»)
- 2015: «Темне літо» — Мона Вілсон
- 2015: «Teen Beach 2» (телефільм) — Лела
- 2015: «Якась ненависть» — Кейтлін
- 2015: «Королеви крику» (телесеріал) — юна Менді Грінвелл (повторювана роль)
- 2017-2018: «Нація Z» (телесеріал) — Сержант Ліллі (головний акторський склад 4-5 сезонів)